# Índice de qualidade do ar
O Índice de qualidade do ar (IQA) é um indicador padronizado do nível de poluição do ar numa determinada zona, e resulta de uma média aritmética calculada para cada indicador, de acordo com os resultados de várias estações da rede de medição da zona. Mede sobretudo a concentração de ozônio e partículas ao nível do solo, podendo contudo incluir medições de SO2,e NO2. Os parâmetros dos índices variam de acordo com a agência ou entidade que os define, podendo haver várias diferenças.

## Objectivos
A conversão de dados analíticos e científicos num índice de fácil compreensão permite que a população em geral tenha um acesso mais fácil e compreensível da informação. Usualmente é disponibilizada em tempo real a evolução do IQA, especialmente no caso de grandes aglomerados urbanos ou industriais.

## No Brasil
No Brasil, os padrões foram instituídos pelo IBAMA, e aprovados pelo CONAMA, através da resolução CONAMA 03/90.

## Em Portugal
O quadro legislativo Português relativo à avaliação e gestão da qualidade do ar é composta pela Directiva-Quadro da Qualidade do Ar e quatro directivas derivadas desta.
A Directiva-Quadro da Qualidade do Ar, Directiva 96/62/CE de 27 de Setembro, é inserida no quadro jurídico Português através do DL 276/99 de 23 de Julho, definindo as orientações da política de gestão integrada da qualidade do ar.
Através do Decreto-Lei n.º 111/2002 de 16 de Abril, as Directivas comunitárias 1999/30/CE de 22 de Abril e 2000/69/CE de 16 de Novembro foram adoptadas no quadro jurídico Português, estabelecendo os valores limite para o dióxido de carbono, Partículas em suspensão e chumbo no ar ambiente, benzeno e monóxido de carbono. Com o decreto lei foram igualmente definidas os parâmetros para a gestão da qualidade do ar.
Em 2003, o DL 320/2003 transportou para o quadro jurídico Português a Directiva 2002/3/CE, onde foram estabelecidos objectivos temporais, valores alvo, e limiares de alerta e informação ao público para as concentrações deste poluente no ar ambiente.
Finalmente, com o DL 351/2007, foram estabelecidos os valores alvo par as concentrações médias anuais de arsénio, cádmio, níquel e benzo/pireno determinados na fracção de partículas inaláveis (PM10). Os métodos e técnicas para determinação das concentrações e restantes parâmetros foram igualmente estabelecidos por esse decreto.

## No Mundo
O AirLex é um banco de dados on-line que pretende reunir as políticas e e legislação de qualidade do ar de todo o mundo.